# Prometafáze

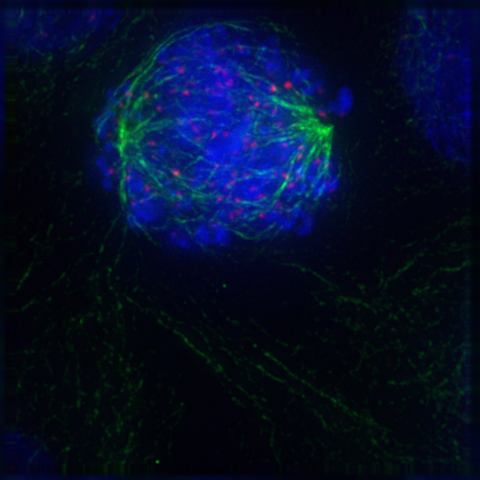
Imunofluorescenčně obarvená buňka v prometafázi. Modré oblasti ukazují lokalizaci chromozomů, zelené mikrotubuly dělicího vřeténka

Prometafáze je druhou fází mitózy následující po profázi. V průběhu prometafáze zaniká jaderná membrána a kondenzované chromozomy se nyní nacházejí v cytoplazmě. Ve skutečnosti se jaderná membrána pouze rozpadá na menší váčky a stává se součástí endoplazmatického retikula. Vzápětí přicházejí chromozomy do kontaktu s mikrotubuly dělicího vřeténka, na něž se svými kinetochory připojí. Za pomoci molekulárních motorů začínají chromozomy postupovat směrem k ekvatoriální rovině buňky.

## Rozpad jaderné membrány
Během interfáze jadernou membránu vyztužují laminy – intermediární filamenta nacházející se pouze v jádře. Heterodimerický protein MPF (maturation promoting factor nebo mitosis promoting factor) tvořený cyklinem B nebo cyklinem A a CDK1, jehož aktivita vzrůstá začátkem mitózy, molekuly laminů fosforyluje a způsobuje tak rozpad laminových filament. Kromě laminů jsou fosforylovány také nukleoporiny, podjednotky proteinových komplexů tvořících jaderné póry, následkem čehož se rozvolňují a zanikají i tyto póry. Konečně MPF fosforyluje integrální proteiny vnitřní jaderné membrány, čímž se snižuje jejich afinita ke chromatinu. Všechny tyto procesy vedou k rozvolnění a snížení stability jaderné membrány, která se posléze zatahuje do endoplazmatického retikula.